# Důrazově vytýkací konstrukce
Důrazově vytýkací konstrukce, vytýkací vazba (anglicky cleft sentence) jsou vazby, v nichž je určitý větný člen zdůrazněn tím, že je kolem něj vytvořena věta tvaru „je/byl/byla/bude to X“ a zbytek věty je přesunut do vztažné věty uvozené kdo, co nebo který. Tento typ vytýkacích konstrukcí je častý v angličtině, ale vyskytuje se i v češtině. Vytýkací vazbou lze zdůraznit kterýkoliv větný člen kromě přísudku a jmenné části přísudku.

## Příklady
V češtině v mnoha případech stačí zdůrazňovaný větný člen přesunout na konec věty a vyslovit s důrazem (poslední věta v každém příkladu):
- It's Tom (whom) we're looking for. – Je to Tom, koho hledáme. – Hledáme Toma.
- It's money that I love. – Jsou to peníze, co mám rád. – Mám rád peníze.
- It was from John that she heard the news. – Byl to John, od koho slyšela tu zprávu. – Slyšela tu zprávu od Toma.
- It was at the office that Tom repaired Jane's typewriter yesterday. – Bylo to v kanceláři, kde Tom včera spravil Janě psací stroj. – Tom včera spravil Janě psací stroj v kanceláři.[1]
- It was yesterday (that) Tom repaired Jane's typewriter. – Bylo to včera, kdy Tom spravil Janě psací stroj. – Tom spravil Janě psací stroj včera.[1]
- It was with a screwdriver that Tom repaired Jane's typewriter yesterday. – Bylo to šroubovákem, čím Tom včera spravil Janě psací stroj. – Tom včera spravil Janě psací stroj šroubovákem.[2]
- It was the typewriter that Tom repaired at the office yesterday. – Byl to psací stroj, co včera Tom spravil v kanceláři. – Tom včera spravil v kanceláři psací stroj.[2]